# Pietro Neglie
Pietro Neglie (Roma, 12 maggio 1958) è uno storico italiano.

## Biografia
Laureatosi in Scienze politiche presso la Sapienza Università di Roma con Renzo De Felice, ha collaborato con lo studioso fino alla sua morte.
Dal 1992 al 2002 è stato direttore della Fondazione "Giuseppe Di Vittorio". Ha studiato il movimento sindacale, in particolare il sindacalismo fascista. È tra i fondatori dell'Istituto per lo studio della storia contemporanea "Renzo De Felice".
Nel 2003 ha insegnato all'Università del Ministero degli Esteri di Mosca (Mgimo).
Nel 2014 esordisce come romanziere con il romanzo "Ma la divisa di un altro colore", Fazi editore.
Nel 2018 si candida alle elezioni politiche per il senato, nelle liste del Movimento 5 Stelle, nel Collegio elettorale uninominale Friuli-Venezia Giulia - 01, risultando non eletto.
Attualmente è professore associato di Storia contemporanea presso l'Università degli Studi di Trieste.

## Opere

### Saggi
- Giuseppe Di Vittorio: le ragioni del sindacato nella costruzione della democrazia, curatela, Ediesse, 1993. ISBN 88-230-0119-6
- Il futuro ha un cuore antico: Giuseppe Di Vittorio e Roma, curatela, Fondazione Di Vittorio, 1993
- Fratelli in camicia nera. Comunisti e fascisti dal corporativismo alla Cgil 1928–1948, il Mulino, 1996. ISBN 88-15-05133-3
- Le stagioni del sindacato. Storia della Camera del lavoro di Ancona, Rubbettino Editore, 2000. ISBN 88-498-0004-5
- Un secolo di anti-Europa. Classe, Nazione e Razza: la sfida totalitaria, Rubbettino Editore, 2003. ISBN 88-498-0547-0
- La stagione del disgelo, Cantagalli, 2009. ISBN 978-88-8272-508-2
- Il sindacalismo fascista fra classe e nazione. Origini ideali, aspirazioni e velleità della sinistra fascista nel ventennio, in AAVV, Renzo De Felice, Il lavoro dello storico fra ricerca e didattica, LED, 1999
- Il pericolo rosso. Comunisti, cattolici e fascisti fra legalità ed eversione 1943-1969, Luni editrice, 2017. ISBN 9788879845137

### Romanzi
- Ma la divisa di un altro colore, Fazi Editore, 2014. ISBN 978-88-7625-379-9